# Aloe globuligemma
Aloe globuligemma ist eine Pflanzenart der Gattung der Aloen in der Unterfamilie der Affodillgewächse (Asphodeloideae). Das Artepitheton globuligemma leitet sich von den lateinischen Worten globulus für ‚kugelförmig‘ sowie gemma für ‚Knospe‘ ab und verweist auf die kugelförmigen Blütenknospen der Art.

## Beschreibung

### Vegetative Merkmale
Aloe globuligemma wächst kurz stammbildend, sprosst und bildet große, dichte Gruppen. Die niederliegenden Stämme weisen eine Länge von bis zu 50 Zentimeter auf. Die etwa 20 lanzettlich verschmälerten Laubblätter bilden Rosetten. Die glauke Blattspreite ist 45 bis 50 Zentimeter lang und 8 bis 9 Zentimeter breit. Die schmalen, trübweißen bis hellrosafarbenen Blattränder sind knorpelig. Die trübweißen, hellbraun gespitzten Zähne am Blattrand sind 2 Millimeter lang und stehen bis zu 10 Millimeter voneinander entfernt. Sie sind mehrheitlich zur Blattspitze gebogen.

### Blütenstände und Blüten
Der Blütenstand besteht aus acht bis 18 Zweigen und erreicht eine Länge von bis zu 100 Zentimeter. Die unteren Zweige sind gelegentlich nochmals verzweigt. Die ziemlich dichten, schiefen Trauben sind 30 bis 40 Zentimeter lang und bestehen aus einseitswendigen Blüten. Die eiförmig-spitzen Brakteen weisen eine Länge von 6 Millimeter auf. Die keulenförmige, bereiften, gelben bis elfenbeinfarbenen Blüten sind nahe ihrer Basis rötlich überhaucht. Sie stehen an 3 bis 4 Millimeter langen Blütenstielen. Die Blüten sind 26 Millimeter lang und an ihrer Basis gerundet. Auf Höhe des Fruchtknotens weisen die Blüten einen Durchmesser von 5 Millimeter auf. Darüber sind sie auf 10 Millimeter erweitert. Ihre äußeren Perigonblätter sind auf einer Länge von etwa 18 Millimetern nicht miteinander verwachsen. Die Staubblätter ragen 10 bis 12 Millimeter und der Griffel ragt 12 bis 14 Millimeter aus der Blüte heraus.

### Genetik
Die Chromosomenzahl beträgt {\displaystyle 2n=14}.

## Systematik und Verbreitung
Aloe globuligemma ist Botswana, Simbabwe und den südafrikanischen Provinzen Limpopo und Mpumalanga im trockenen Buschland in Höhen von 600 bis 1300 Metern verbreitet.
Die Erstbeschreibung durch Illtyd Buller Pole-Evans wurde 1915 veröffentlicht.

## Nachweise